# 2e régiment de cyclistes-frontière
Le 2e régiment de cyclistes-frontière (néerlandais : 2(de) Regiment grenswielrijders) était une unité d'infanterie de la force terrestre des forces armées belges.

## Historique

### Régiment de cyclistes-frontières
Les premières compagnies indépendantes de cyclistes-frontières sont formées le 13 mars 1934 à Bourg-Léopold à la suite d'une proposition d'Albert Devèze. 
Le 1er octobre 1937, une partie de ces compagnies est absorbée par des unités d'infanterie et trois bataillons de la province de Liège sont regroupés pour former le Régiment de cyclistes-frontière

### Création
Le 15 mars 1940, le régiment cyclistes-frontière est dédoublé pour former le 1er et 2e régiments de cyclistes-frontière. Des chasseurs à pied d'anciennes classes complèteront les unités nouvellement formées. Le régiment est intégré au IIIe corps d'armée.
A la veille de la guerre, la mission du second régiment est de surveiller la frontière de Teuven à Lixhe et d'assurer la défense de la Meuse du fort de Pontisse à Lixhe. Un bataillon de cette unité est en réserve du IIIe corps d'armée dans la position fortifiée de Liège.

### Seconde Guerre mondiale
La guerre est déclarée le 10 mai 1940, les différentes compagnies cyclistes opèrent leurs destructions puis se replient en subissant parfois l'assaut ennemi.
Le 14 mai, les régiments cyclistes-frontière sont rassemblés et réorganisés à Wemmel. 
Ils reçoivent l'ordre le 16 mai de défendre le canal de Willebroeck de Vilvorde à Willebroeck.
Le 17 mai fin de matinée, 7 ponts sur le canal sont dynamités et les allemands le prennent d'assaut dans l'après-midi.
Ils reçoivent l'ordre de décrocher à 23h30 après avoir résisté tant bien que mal sans artillerie et la retraite des troupes anglaises situées sur leur flanc sud.
En fin de journée, le 19 mai, les compagnies sont regroupées à Beveren.
Le 20 mai une brigade cyclistes-frontière est réorganisée.
Le 23 mai, les 2 régiments se placent en position défensive sur la Lys.
L'après-midi du 24 mai, les cyclistes sont pris sous le feu ennemi et se replient vers 20h00 sur le canal d'Ingelmunster à Izegem.
La Belgique capitule le 28 mai, le régiment est de facto dissous. Ses pertes pour la campagne se chiffrent à 54 tués.

### Après-guerre
Le régiment n'est pas reformé.
Le 12 mars 1952, le 4e bataillon de tanks lourds est créé au sein de l'infanterie et il lui est attribué le fanion et les traditions du 2e régiment de cyclistes-frontière. 
Ce régiment est dissous en mai 1956.
Le 1er avril 1960, l'armée belge subit une réorganisation et le 2e régiment de cyclistes-frontière est réactivé en province de Liège dans le cadre de la réserve.
Il est définitivement dissous le 1er janvier 1995 lors de la création du régiment territorial cyclistes-frontière qui reprend les traditions du 2e régiment.
Le 1er janvier 2002, l'armée subit une nouvelle restructuration, le régiment territorial disparait et devient Territorial support unit. 
L'unité est définitivement dissoute en 2005 et son fanion et ses traditions sont transférés au commandement de la Province de Liège.

## Composition

### 1938-1940
Régiment de cyclistes-frontière :
il est composé de 3 bataillons à 2 compagnies mixtes.
Chaque compagnie se compose de
- 3 pelotons de fusiliers à six fusils mitrailleurs;
- 2 pelotons de mitrailleurs à six mitrailleuses légères;
- une équipe de lance grenades DBT à trois pièces;
- une compagnie de 12 mitrailleuses lourdes sur side-car;
- 2 compagnies de chars T13 équipés d'un canon C4/7

### 1940
- Un état-major
- 3 bataillons à deux compagnies de cinq pelotons
- une compagnie de mitrailleuses
- une compagnie de 6 chars T13 équipés d'un canon C47 et de 4 chars Vickers Carden-Llyod Mark VI équipés d'un canon C47

## Fanion
Le 20 octobre 1952, le Roi Baudouin remet le fanion du 2e régiment au 4e bataillon de tanks lourds qui reprend les traditions 2e régiment de cyclistes-frontière.
En mai 1956, à la suite de la dissolution du bataillon, le fanion est déposé au Musée Royal de l'Armée à Bruxelles.
En 1995, il est remis à l'état-major de la province de Liège.
Il porte l'inscription :
- Frontière - Grens

Il porte également la fourragère aux couleurs de la croix de Guerre 1940